# 神鵰剣俠
『神鵰剣俠』（しんちょうけんきょう、原題：神鵰俠侶）は、中国および中華圏（香港、台湾、シンガポール、華僑・華人コミュニティ等）で著名な小説家金庸の武俠小説の1つ。『射鵰英雄伝』の続編に当たり、「射鵰三部作」の第2部作品である。

## 概要
1959年5月20日より、香港の『明報』で連載が始まり、完成に3年を要した。
物語は13世紀前半、『射鵰英雄伝』から十数年後、金に代わってモンゴル帝国が南宋を脅かしつつある時代を舞台に、売国奴として横死した楊康の息子楊過が、数々の苦難を乗り越え、一代の俠客へと成長していく姿を、師である小龍女との許されぬ愛を絡めつつ描き上げている。
主人公が親の仇を捜しつつ、武術家として成長していく様を描いている点では、前作『射鵰英雄伝』と共通するが、序盤で精神的に成長しきっていた郭靖とは違い、正邪の狭間で揺れ動く楊過の、人間的成長に主軸が置かれている。また、郭靖が天下五絶の北丐洪七公、南帝一灯大師に認められたのに対し、楊過は西毒欧陽鋒、東邪黄薬師に好かれており、性格の違いが現れている。
師弟間の恋愛が禁断とされた時代、楊過は師である小龍女と恋に落ちる。そんな二人を保守的な道徳観念を持つ世間は許そうとせず、引き裂こうとする。だが、二人はそれに屈せず、様々な苦難にも立ち向かい、一途に愛を貫く。この楊過と小龍女の純愛を中心に、物語の中ではいくつもの愛憎劇が描かれている。
燃え盛る炎のように気性の激しい楊過と、俗世から隔離されて育ち、澄み渡った水のように純真な心を持つ小龍女。性格の全く違う二人の恋に加えて、郭靖・黄蓉夫婦等、前作『射鵰英雄伝』の主要人物の引き続きの活躍や、南宋を滅ぼそうとするモンゴル帝国の野望とそれに対する人々の抵抗等が描かれ、物語を大いに盛り上げている。

## あらすじ
『射鵰英雄伝』から十数年後。金は滅び、代わってモンゴル帝国が南宋と対峙するようになった時代。
楊康と穆念慈の遺児・楊過は、浮浪児に落ちぶれていた。偶然に今や名高い俠客となっていた父の義兄弟・郭靖とその妻黄蓉に出会い、二人が暮らす桃花島へと引き取られる。欧陽鋒の養子となったことで身につけた蝦蟇功が原因となり、桃花島を追い出されることとなる。楊過の将来を案じた郭靖は終南山へ連れて行き、武林の名門全真教に預ける。だが、そこで楊過を待ち受けていたのは師や兄弟弟子たちによる陰湿ないじめだった。
我慢できずに全真教を飛び出した楊過は、全真教と浅からぬ因縁を持つ古墓派に身を投じる。世に隠れた古墓派の美しき宗主小龍女は、まだ20歳にもならぬ少女であり、楊過はその弟子となる。
小龍女を唯一の家族として慕っていた楊過だったが、年月を経るうち、それは愛に変わってゆくのだった。

## 登場人物
楊過（よう か）楊康と穆念慈（旧版では秦南琴）の息子で、字は改之（郭靖が命名）。後に「神鵰大俠」と呼ばれる伝説の英雄となる。その過程で周囲の反対を押し切って、師父である小龍女と結婚した。
小龍女（しょうりゅうじょ）世間から隔絶して育てられた古墓派の宗主で、類希なる美貌の持ち主。楊過を弟子にする。後に周囲の反対を押し切って、弟子である楊過と結婚する。
李莫愁（り ばくしゅう）江湖に名だたる悪女で「赤練仙子」の異名で恐れられている。小龍女と共に古墓で育った姉弟子だったが破門された過去を持つ。恋人に捨てられた恨みから、世の中全ての男を蛇蝎のように憎むようになった美女。
金輪法王（きんりんほうおう）モンゴル帝国国師の地位に就くチベットの高僧。天下五絶に匹敵する武功の持ち主。モンゴル帝国に対する抵抗を排除するべく暗躍する。旧版と改訂版で最期が異なる。
郭襄（かく じょう）郭靖と黄蓉の娘（次女）で双子の弟（郭破虜）がいる。郭靖と黄蓉の子供たちの中では父・郭靖の豪放磊落と誠実さ、母・黄蓉の美貌と才智を最も濃く受け継いだ少女で、外祖父・黄薬師の異名に習い「小東邪」とも呼ばれ、楊過と小龍女の幸せを一途に願っている。後に「峨嵋派」の創始者となる。
郭芙（かく ふ）郭靖と黄蓉の娘（長女）。甘やかされて育ったわがままな性格の少女で、軽挙妄動から頻繁に揉めごとを起こして両親や周囲に迷惑をかけ、遂には取り返しのつかない過ちを犯してしまう。 妹郭襄への嫉妬心が切っ掛けとなり、長年抱いていた楊過への想いに気づく。
陸無双（りく むそう）程英の従妹。李莫愁に殺されかけるも、弟子となり生き延びた美少女。楊過を馬鹿と呼ぶが次第に惹かれていく。後に楊過や程英と義兄妹の契りを結ぶ。
程英（てい えい）陸無双の従姉。李莫愁に殺されかけたところを黄薬師に助けられ弟子となる。陸無双を探す旅の中で楊過に惚れる美少女。後に楊過や陸無双と義兄妹の契りを結ぶ。
公孫綠萼（こうそん りょくがく）公孫止と裘千尺の娘。両親とは似ても似つかぬ優しい心の持ち主で、絶情谷で窮地に陥った楊過たちを密かに助ける。楊過に叶わぬ恋心を抱いている。
公孫止（こうそん し）絶情谷の主。色好みで小龍女に自分との結婚を迫り、自分の欲望の為には娘を犠牲にするほどの冷血漢。
裘千尺（きゅう せんじゃく）公孫止の妻。かつて公孫止の罠にはまり殺されかけたが、生き延びていた。実は『射鵰英雄伝』に登場するある裘千仞兄弟の妹にあたり、その関係から郭靖と黄蓉を深く憎んでいる。
郭靖（かく せい）父親の代からの郭楊両家の約束を果たすために、楊過を引き取って育てようとする。義俠心と愛国心から武林の英雄たちを引き連れ襄陽城に入り、モンゴル南征軍に抵抗する。
黄蓉（こう よう）郭靖の妻。楊過の亡父である楊康との因縁から、楊過に辛く当たる。夫・郭靖と共に襄陽城に入り、知略を尽くしてモンゴル南征軍に抵抗する。
黄薬師（こう やくし）天下五絶の一人東邪。楊過と小龍女の仲を初めて認めた、楊過最大の理解者。
林朝英（りん ちょうえい）古墓派開祖。故人。小龍女は孫弟子にあたる。天下五絶の筆頭中神通王重陽にも劣らぬ武芸の達人。
独孤求敗（どっこ きゅうはい）『秘曲 笑傲江湖』など金庸のいくつかの作品に登場する謎の人物。故人。楊過は彼の親友であった神鵰から最強の剣術を習得する。
耶律斉（やりつ せい）モンゴル帝国の名宰相・耶律楚材の息子。ある事情から全真教の流れをくむ武芸を使う。後に郭芙と結婚し、郭靖・黄蓉の婿となる。
神鵰（しんちょう）人が乗ることのできる巨体を持ち、羽が抜け落ちて頭には瘤のある醜い大鷲。独孤求敗の親友であり、彼のの遺した玄鉄重剣の使い方を楊過に教え、後に楊過らと一緒に旅をする。本作のタイトルはこの巨鳥に由来する。
その他、『射鵰英雄伝』の登場人物の多くが引き続き登場。

## 用語
古墓派(こぼは)
楊過、小龍女らが属する武術の門派。林朝英が創設して以来、他流派と関わりがなかったため、もともと、特に名称はなかった。しかし、李莫愁が江湖を放浪する際、とりあえず便宜的に名乗った古墓派が定着した。由来は、巨大な古墓の中で生活している事からきていると思われる。
前述の理由で技術体系がほとんど知られていないため、他流派と戦うとき、相手が格下であれば優勢に勝負をすすめる事ができる。欠点としては、女性が使う事を前提に作られているため、重厚さに欠けること。
また、掟により女性しか入門ができない。楊過については孫ばあやの口利きが会ったための特例。さらに、掌門となれば一生を古墓で暮らさなければならない。李莫愁はこの掟を嫌って逆らった末に破門され、古墓派を出ることとなった。
全真教(ぜんしんきょう)
『射鵰英雄伝』から引き続き登場する、道教の一派。全真教は実在の団体で、王重陽や丘処機をはじめ、幹部たちはほとんどが実在の人物。ただし、武術家の集団にしたのは金庸の創作である。
開祖王重陽と古墓派開祖林朝英との間に確執があり、小龍女の代でも古墓派との交流はない。
絶情谷(ぜつじょうこく)
小龍女をもとめ、金輪法王らモンゴル勢と行動を共にしていた楊過がたどり着いた場所。公孫止が谷主(こくしゅ、支配者のようなもの)をしている。世間と隔絶しているため、人の行き来はほとんどなく、絶情谷の武芸はほとんど知られていない。
ここで楊過は小龍女と再会を果たし、公孫止、裘千尺らと激戦を繰り広げる。
情花の毒(じょうかのどく)
絶情谷にのみ生育する情花の刺に含まれている毒。これに刺されると毒が回り、誰かを愛おしく想う気持が芽生えたとき、全身に苦痛を感じるようになる。まったく情の心がない人間とっては大した害にならないが、通常の人間であれば36日で死亡する。
解毒は絶情丹による方法しかないが、この絶情丹の製法が既に失われてしまっており、楊過が絶情谷を訪れた時点で残り2粒しか残されていなかった。楊過や李莫愁のように一途に一人を激しく愛する人間にとっては致命傷につながる。
神鵰俠(しんちょうきょう)
青年期、顔を隠し、名前も名乗らず義俠の行いを重ねる楊過に対し、江湖の人々がつけた呼び名。本作のタイトルにもなっている。由来は、楊過が神鵰と呼ばれる巨大な鷲を連れていたため。実際は神鵰大俠と呼ばれる事も多いが、楊過は「大俠」(大英雄のような意味)と呼ばれるのを嫌がっているため、単に神鵰俠と呼ばれている。実際の所、陰ながら楊過の事を神鵰大俠と呼んでいる人間はそれなりにいるようである。

## 書誌情報
- 『神鵰剣俠』徳間書店、岡崎由美、松田京子 訳

1. 忘れがたみ　2000年5月31日。ISBN 4-19-861182-3
2. モンゴルの野望　2000年6月30日。ISBN 4-19-861192-0
3. 襄陽城の攻防　2000年7月31日。ISBN 4-19-861207-2
4. 永遠の契り　2000年8月31日。ISBN 4-19-861224-2
5. めぐり逢い　2000年9月30日。ISBN 4-19-861237-4

- 『神鵰剣俠』徳間文庫「金庸武侠小説集」、同上

1. 忘れがたみ　2006年6月9日。ISBN 4-19-892436-8
2. モンゴルの野望　2006年7月7日。ISBN 4-19-892451-1
3. 襄陽城の攻防　2006年8月4日。ISBN 4-19-892464-3
4. 永遠の契り　2006年9月8日。ISBN 4-19-892482-1
5. めぐり逢い　2006年10月6日。ISBN 4-19-892495-3

## 映像化作品
映画
『神鵰俠侶』 1960年 香港・・・謝賢（楊過）、南紅（小龍女）※日本未公開
『神鵰俠侶』 1982年 香港・・・伝声（楊過）※日本未公開
『レスリー・チャンの神鳥英雄伝』（原題：楊過与小龍女/LITTLE DRAGON MAIDEN） 1983年 香港・・・レスリー・チャン（楊過）、マリー・ジーン・レイマー（小龍女）　
『神鵰英雄』 1984年・・・梁家仁（楊過）、楊鈞鈞（小龍女）※日本未公開
テレビドラマ
『神鵰俠侶』 1976年 佳藝電視（香港）・・・羅楽林（楊過）、李通明（小龍女）※日本未公開
『神鵰俠侶』 1983年 無綫電視（TVB）（香港）・・・アンディ・ラウ（楊過）、陳玉蓮（小龍女）※日本未公開
『神鵰俠侶』 1984年 中国電視公司（CTV）（台湾）・・・孟飛（楊過）、潘迎紫（小龍女）※日本未公開
『神鵰俠侶』 1995年 無綫電視（TVB）・・・ルイス・クー（楊過）、李若彤（小龍女）※日本未公開
『神鵰俠侶』 1998年 メディアコープ （シンガポール）・・・李銘順（楊過）、范文芳（小龍女）※日本未公開
『神鵰俠侶』 1998年 台湾電視公司（TTV）（台湾）・・・ リッチー・レン（楊過）、ン・シンリン（小龍女）※日本未公開
『神鵰侠侶』 2006年 中央電視台（CCTV）（中国）・・・ホアン・シャオミン（楊過）、リウ・イーフェイ（小龍女）
『神雕侠侶 〜天翔ける愛〜』 2014年 湖南衛視（Hunan TV）（中国）・・・チェン・シャオ（楊過）、ミシェル・チェン（小龍女）
アニメ
『神鵰侠侶 コンドルヒーロー』
ゲーム
『神鵰侠侶』 2004年・・・株式会社オーバーランド、イラスト：平凡（公式サイト）

### 影響のある作品
映画
『神鳥伝説』（原題：91神鵰俠侶/Savivor Of The Soul 1991） 1991年 香港・・・アンディ・ラウ、アニタ・ムイ、ケニー・ビー、カリーナ・ラウ、アーロン・クオック出演。タイトル以外に関連は無い。
『神鳥聖剣』（原題：92神鵰俠侶之癡心情長剣） 1992年 香港・・・アンディ・ラウ、ロザムンド・クワン出演。タイトル以外に関連は無い。
『カンフーハッスル』（原題：功夫） 2005年 香港・・・登場する老夫婦の名前が楊過と小龍女。